# Schubzwelghaai
De schubzwelghaai (Centrophorus squamosus) is een vis uit de familie van zwelghaaien en snavelhaaien (Centrophoridae) en behoort derhalve tot de orde van doornhaaiachtigen (Squaliformes). De vis kan een lengte bereiken van 160 centimeter.

## Leefomgeving
De schubzwelghaai is een zoutwatervis. De vis prefereert diep water en komt voor in de Grote, Atlantische en Indische Oceaan op dieptes tussen 145 en 2400 meter.

## Relatie tot de mens
De schubzwelghaai is voor de visserij van beperkt commercieel belang. In de hengelsport wordt er weinig op de vis gejaagd.